# Bandido (chanson)
Pour les articles homonymes, voir Bandido (homonymie).
Chansons représentant l'Espagne au Concours Eurovision de la chanson
Nacida para amar
(1989) Bailar pegados
(1991)
Bandido (en français Bandit) est la chanson représentant l'Espagne au Concours Eurovision de la chanson 1990, à Zagreb, en Yougoslavie. Elle est interprétée par le groupe Azúcar Moreno.

## Sélection
La chanson est présentée à la maison de disques Sony quelques mois avant le Concours Eurovision, mais avec un autre titre Gitano Bandido. Le président de Sony, Manolo Díaz, décide de la présenter pour le Concours Eurovision, retire la référence aux gitans.
Televisión Española (TVE), la chaîne publique, sélectionne en interne Azúcar Moreno, plutôt que le groupe électro-pop Loco Mía. La chanson, est composée et produite par Jaime Stinus, guitariste et producteur de flamenco bien connu, et Raúl Orellana, l'un des producteurs de musique dance qui connaît alors le succès. Elle retire
La chanson parle d'un « bandit » qui vole l'amour des filles pour ne leur laisser que de la douleur et de la tristesse.
L'enregistrement en studio comprend l'introduction « Ladies and gentlemen, it's showtime at the Apollo Theater. Everybody, the hardest-working man in show business », de James Brown de l'album Live at the Apollo, sorti en 1963.
La chanson est l'une des plus longues introductions instrumentales de l'histoire du festival : 45 secondes sur un total de 3 minutes.

## Eurovision
Elle ont préparé une chorégraphie pendant deux mois avec Charley Hussey, un danseur du ballet Zoom de Aplauso.
Les Azúcar Moreno perdent les robes rouges, à volants et à pois, que Francis Montesinos leur avait conçues pour le spectacle, les fermetures éclair se cassent dix minutes avant la prestation. Elles sont obligées d'improviser. Le duo se présente avec des robes noires moulantes achetées au marché et des accessoires dorés partout.
La chanson est la première de la soirée, avant Horis skopó interprétée par Christos Callow pour la Grèce.
Un problème technique rend la prestation plus longue que d'habitude. C'était la première année que le Concours mélange des bases préenregistrées avec l'orchestre,. Les deux chanteuses commencent leur chorégraphie, mais l'enregistrement diffusé par un opérateur de télévision yougoslave commence quinze secondes après le départ du chef d'orchestre, ce qui pousse les sœurs à arrêter de chanter, à aller se plaindre auprès des techniciens et quitter la scène au bout de vingt secondes, le groupe s'est arrêté de jouer, le guitariste et le claviériste se dandinent pendant la trentaine de secondes où continue la musique enregistrée. Après quelques secondes de blanc, ces derniers font applaudir le public qui le fait brièvement. L'organisation refuse d'abord de recommencer puis cède. Deux minutes après le premier lancement, la musique est lancée en même temps que le départ du chef d'orchestre, les chanteuses reviennent sur scène, le groupe peut faire correctement sa prestation.
À la fin des votes, la chanson obtient un total de 96 points et finit à la cinquième place sur vingt-deux participants.

## Postérité
Bandido sort en single en Espagne, en Europe et en Amérique latine, faisant connaître le groupe. Le single se classe troisième du Billboard Latino's Charts.
L'album du même nom comprenant la chanson est disque de platine (300 000 exemplaires vendus) et obtient trois disques de platine en Amérique latine, il se vend à plus d'un million d'exemplaires dans le monde.
La chanson est appréciée à sa sortie par la communauté gay espagnole et israélienne.
La chanteuse turque Aşkın Nur Yengi fait une version turque Zehir Gibisin (en français Tu es un poison) sur son deuxième album Hesap Ver(en français Expliquez-le), sorti en 1991.
Le chanteur néerlandais Paul de Leeuw fait une version en néerlandais Alleen maar de zon (en français Seul le soleil) sur son album de 1992 Van U wil ik zingen.
En 2003, la BBC choisit Bandido, tous les événements et difficultés entourant la représentation, comme l'un des plus mémorables moments de l'histoire de l'Eurovision.

### Points attribués à l'Espagne
| 12 points                     | 10 points            | 8 points                             | 7 points   | 6 points                 |
| ----------------------------- | -------------------- | ------------------------------------ | ---------- | ------------------------ |
| - Allemagne                   | - Finlande - Turquie | - Autriche - Chypre - Grèce - Italie |            | - Suisse                 |
| 5 points                      | 4 points             | 3 points                             | 2 points   | 1 point                  |
| - France - Norvège - Portugal | - Islande            | - Yougoslavie                        | - Pays-Bas | - Belgique - Royaume-Uni |